# Riachinho (kommun i Brasilien, Minas Gerais)
Riachinho är en kommun i Brasilien.   Den ligger i delstaten Minas Gerais, i den sydöstra delen av landet, 220 km öster om huvudstaden Brasília. Antalet invånare är 8 007.
Omgivningarna runt Riachinho är huvudsakligen savann. Runt Riachinho är det mycket glesbefolkat, med 4 invånare per kvadratkilometer.